# Tales from the Grave in Space
Tales From The Grave In Space è il terzo album della band thrash metal Gama Bomb pubblicato sul loro profilo MySpace il 5 novembre 2009.

## Tracce
1. Slam Anthem – 2:34
2. New Eliminators Of Atlantis BC – 3:05
3. Three Witches – 2:39
4. Last Ninjas Unite – 2:16
5. Escape From Scarecrow Mountain – 2:35
6. Mussolini Mosh – 1:12
7. We Respect You – 2:28
8. Apocalypse 1997 – 2:32
9. Return To Blood Castle – 2:43
10. Polterghost – 2:50
11. Skeletron – 3:08
12. Mummy Invasion – 2:48

## Formazione
- Philly Byrne - voce
- Joe McGuigan - basso
- Luke Graham - chitarra
- Domo Dixon - chitarra
- Paul Caffrey - batteria